# 国際芸術短期大学
国際芸術短期大学（こくさいげいじゅつたんきだいがく）は、新潟県北蒲原郡黒川村波石平地区において1989年に設置計画のあった日本の私立短期大学である。

## 概要
- 新潟県北蒲原郡黒川村[注釈 1]において設置される予定のあった日本の私立短期大学で、その計画元は学校法人堀越学園[注釈 2]。
- 同法人[注 2]は、当時群馬県に高崎短期大学や高崎保育専門学校などを擁しており[2]、概ね1984年頃に設置の計画をし始めていたことが判明している[注 3]。
- 1989年の開学を目指す計画をしていた[注釈 2]が、結局のところは実現せず、日の目をみることがなかった[注 4]。

## 設置予定学科
- 不詳。